# Wczesne lato
Wczesne lato – fenologiczna pora roku, rozpoczyna się kwitnieniem zbóż, kończy się w okresie dojrzewania wczesnych jagód. W tym okresie odbywają się sianokosy. Jest to okres bezprzymrozkowy.
W okresie wczesnego lata zakwitają: żyto ozime, bez czarny, pokrzyk wilcza jagoda, malina właściwa, szałwia, dereń świdwy, winorośl właściwa, ligustr pospolity, oraz  robinia akacjowa, poziomka, jarząb.
Występuje zazwyczaj od 10 do 30 czerwca i trwa średnio 20 dni. 
W Polsce jest to często okres deszczowy i burzowy bez wysokich temperatur, pomimo że w jego trakcie przypada dzień przesilenia letniego (21 czerwca).